# Virtuelle Fachbibliothek ilissAfrica

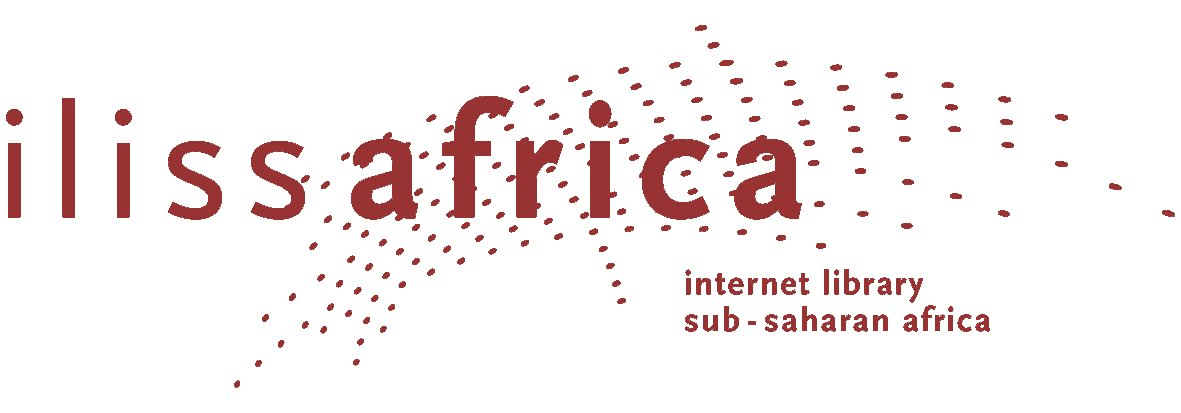
Logo von ilissAfrica

Die internet library sub-saharan Africa (ilissAfrica) war eine Virtuelle Fachbibliothek für Informationen zur Region Afrika südlich der Sahara. Sie wurde gemeinsam von der Universitätsbibliothek Frankfurt und dem Hamburger German Institute of Global and Area Studies (GIGA) betrieben, die auch das ehemalige Sondersammelgebiet zu Afrika südlich der Sahara betreuten, und mit Projektmitteln der DFG finanziert. Von Juni 2009 bis ca. Ende 2022 bot die Bibliothek in Deutsch, Englisch und Französisch einen zentralen Zugang zu wissenschaftlich relevanten Informationen und weitere Dienste an. ilissAfrica war eng in die europäische Zusammenarbeit der Afrika-Bibliothekare (European Librarians in African Studies, ELIAS) eingebunden und diente beispielsweise als Hilfsmittel, um frei zugängliche elektronische Dokumente nur noch von einer der beteiligten Bibliotheken zu katalogisieren und archivieren.
Als Nachfolgeprojekt betreibt der Fachinformationsdienst Afrikastudien seit 2022 die African Studies Library.

## Dienste
Wissenschaftler und Afrika-Interessierte konnten mithilfe von ilissAfrica Bibliothekskataloge und Fachdatenbanken durchsuchen und Webseiten erschließen, die für ihre Forschungsinteressen einschlägig sind. ilissAfrica hatte im Wesentlichen drei Module:
Die Allgemeine Suche
Es handelte sich um eine Metasuche, die mehrere Datenbanken und Bibliothekskatalogen gleichzeitig durchsucht. Sie umfasste:
- den Afrika-Ausschnitt des Katalogs der UB Frankfurt (Sondersammelgebiet Afrika südlich der Sahara 6.31)
- den Afrika-Ausschnitt des Katalogs des Informationszentrum am GIGA Hamburg (Sondersammelgebiet Afrika südlich der Sahara 6.311 – Graue Literatur)
- den Katalog der Bibliothek des African Studies Centre Leiden (größte wissenschaftliche Afrika-Bibliothek der Niederlande)
- den Katalog der Bibliothek des Nordic Africa Institute in Uppsala (übergreifende Afrika-Bibliothek der skandinavischen Länder)
- den Katalog der Bibliothek des Institut für Ethnologie und Afrikastudien Mainz (inkl. der Jahn-Bibliothek für afrikanische Literaturen)
- den Retro-Katalog der UB Frankfurt (Literatur, die bis 1986 erworben wurde)
- Online-Contents-Ausschnitt „Afrika-Südlich der Sahara“ (Aufsatztitel aus 170 afrikaspezifischen Fachzeitschriften)
- die Internetquellendatenbank von ilissAfrica
- einen Afrika-Ausschnitt der Bielefeld Academic Search Engine
- das Koloniale Bildarchiv mit 50.000 digitalisierten historischen Fotos aus den Beständen der Universitätsbibliothek Frankfurt und der Sam Cohen Library, Swakopmund, Namibia

Die Internetquellen-Datenbank
Die Linksammlung umfasste mehr als 4500 ausgewählte afrikaspezifische Internetquellen und wurde von der ilissAfrica-Redaktion auf-, ausgebaut und gepflegt. Die Erfassung erfolgte im Academic LinkShare-Verbund, etwa 10 % der erfassten Seiten konnten von anderen Virtuellen Fachbibliotheken wie vor allem der ViFaPol nachgenutzt werden. Eine Erweiterte Suche erlaubte den Einsatz von Filtern und ein Browsing nach Ländern, Themen und Quellenarten.
Die Nachwuchsdatenbank
Die Personendatenbank der Nachwuchswissenschaftler der deutschen Afrikastudien diente der Vernetzung. Interessenten konnten sich über die Homepage von ilissAfrica eintragen. Die Profile waren öffentlich sichtbar.
Der Open Access Guide
Vor allem an Wissenschaftler in Afrika richtete sich ein Open Access Guide. Er verzeichnete Informationsangebote, die von afrikanischen Ländern aus kostenlos oder gegen eine reduzierte Gebühr zugänglich sind.
Current Awareness- und Web 2.0-Dienstleistungen
Das Hauptziel von ilissAfrica war die Unterstützung bei der Literatur- und Informationsrecherche. Aufbauend auf diesem Kernangebot wurden weitere Dienstleistungen entwickelt. Um auf dem Laufenden zu bleiben und die Informationsflut zu bewältigen, eigneten sich Web-Desktops wie Netvibes, Pageflakes oder iGoogle. Sie stellten einen virtuellen Web-Desktop über das Internet browserbasiert zur Verfügung. ilissAfrica hatte eine Vorauswahl konfiguriert mit den Web-Feeds u. a. von aktuellen Nachrichten, Inhaltsverzeichnissen neuer Zeitschriftenhefte oder Konferenz-Hinweisen. Diese wurden auf einer Seite übersichtlich angeordnet präsentiert. Exemplarisch wurde ein Dashboard bei Netvibes eingerichtet. Die Zusammenstellung von ilissAfrica konnte nachgenutzt und dann den eigenen Bedürfnissen angepasst werden. Mittels der zugrundeliegenden OPML-Datei konnte die Zusammenstellung auch in andere Web-Desktops und Feedreader importiert werden. Um die „modernen“ Nutzer dort abzuholen, wo sie sich sowieso im Netz aufhalten, wurden außerdem eine Facebook-Seite, ein Blog und ein Twitter-Account eingerichtet. Hier wurden Neuigkeiten über ilissAfrica, Berichte über den Buchmarkt Afrikas, neue Datenbanken, Nationallizenzen oder neue Aktivitäten im Bereich Open Access vorgestellt.
BASE – Bielefeld Academic Search Engine
Mit der Einbindung der Bielefeld Academic Search Engine als OAI-PMH Service Provider konnten auf einen Schlag eine Vielzahl von einschlägigen Hochschulschriftenservern und anderer Aufsatzdatenbanken in die Metasuche von ilissAfrica eingebaut werden. Vor allem konnten damit dreißig Repositorien afrikanischer
Universitäten und der Aufsatzdatenbank African Journals Online (AJOL) einbezogen werden, was wiederum die Sichtbarkeit der Forschungsergebnisse aus Afrika massiv erhöhte und den Digital Divide zwischen Nord und Süd etwas abbaute. Außerdem konnten die frankophonen Ressourcen massiv ergänzt werden: HAL, Persee, CAIRN, Gallica und das IRD-Verzeichnis waren enthalten. Mit Hilfe großer Digitalisierungsprojekte wie Gallica oder den Unternehmungen amerikanischer Universitäten konnten dadurch mehr Dokumentarten gefunden werden, wie historische Fotos, Karten, Videos. Somit wurden auch immer mehr Primärquellen direkt mit ilissAfrica nachgewiesen. Außerdem sind etwa 75 % der in BASE nachgewiesenen Dokumente Open Access: der direkte Zugriff zur Online-Publikation wurde damit massiv verbessert.

## Verwandte Virtuelle Fachbibliotheken
- MENALIB
- EVIFA
- cibera
- ViFaRom
- Vlib-AAC: History
- Vlib-AAC: Literature
- Propylaeum
- IREON
- ViFaPol